# Angriff am Washita
Der Angriff am Washita, auch Massaker am Washita genannt, war ein Überfall des 7. US-Kavallerie-Regiments auf ein Dorf der Südlichen Cheyenne am 27. November 1868 in der Nähe des heutigen Cheyenne, Oklahoma.

## Verlauf

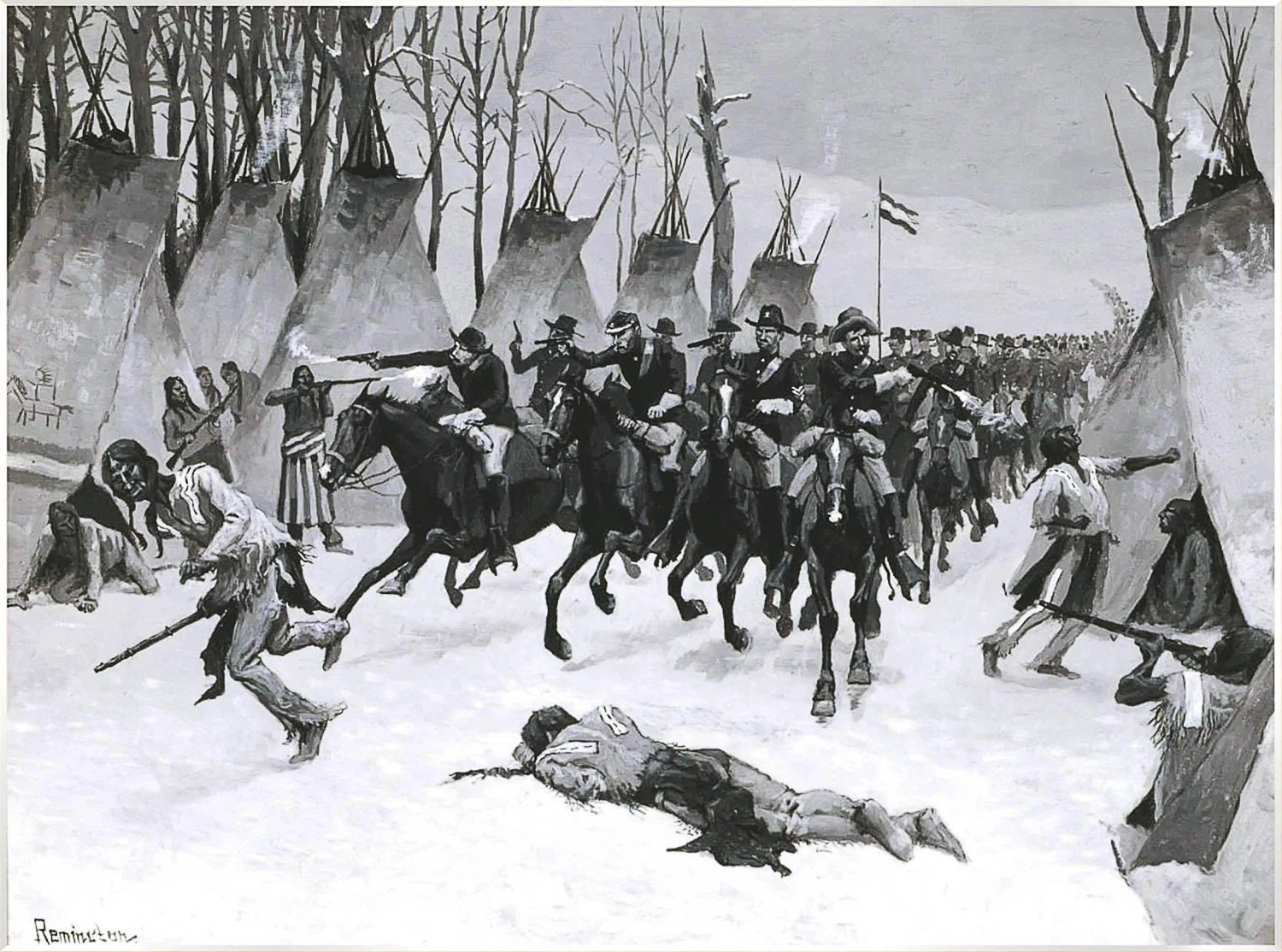
Angriff am Washita, Frederic Remington

Die im Winter 1868 in einem Lager am Washita River lagernden Cheyenne unter ihrem Häuptling Black Kettle litten Hunger, da die von der Regierung versprochenen Lebensmittellieferungen ausblieben. Zahlreiche junge Krieger wollten diesen Zustand nicht länger hinnehmen und jagten in den ehemaligen Stammesgebieten am Smokey Hill. Der Indianeragent Wynkoop bat Black Kettle, die jungen Krieger zurückzuhalten. Dieser willigte ein: „Unsere weißen Brüder entziehen uns die Hand, die sie uns am Medicine Lodge gereicht haben, aber wir werden versuchen sie festzuhalten.“ Doch immer wieder brachen junge Krieger auf, um Nahrung zu beschaffen und sich für die gebrochenen Versprechen zu rächen. General Sheridan wollte das durch das Statuieren eines Exempels unterbinden und den Indianern so zeigen, was ihnen bevorstehen würde, wenn sie aufbegehrten. 

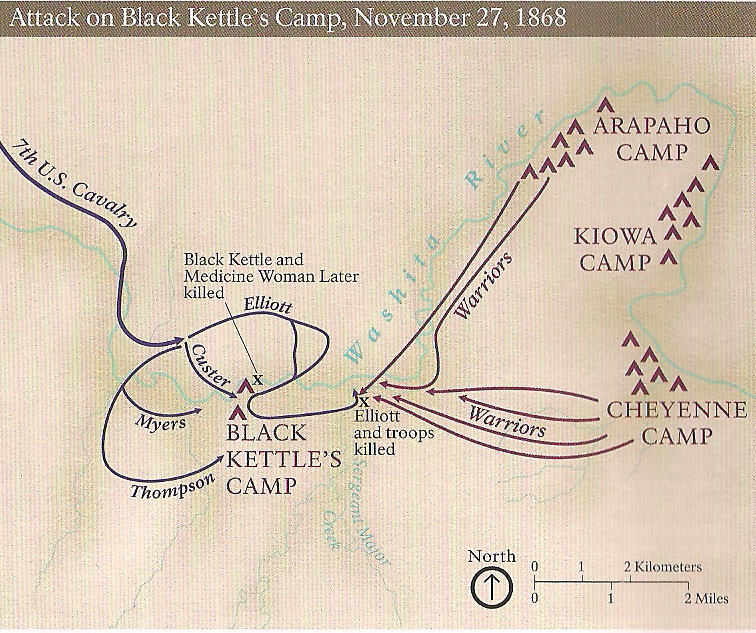
Skizze des Angriffs

Anfang November 1868 wurde Black Kettle bekannt, dass Teile des 7. US-Kavallerie-Regiments unter George Armstrong Custer auf dem Weg waren, und er bat, seinen Stamm in der Nähe von Fort Cobb lagern zu lassen. Der Kommandant des Forts lehnte ab, gab jedoch die Zusicherung, Black Kettle würde nicht angegriffen, wenn er und seine Krieger ruhig blieben.
Am 26. November hatten jedoch Scouts der verbündeten Osage einige Indianerkrieger ausgemacht, denen sie in einem Tagesmarsch zu Black Kettles Lager folgten. Daraufhin entschied sich Custer das Dorf als feindlich zu bewerten und anzugreifen.
In der Nacht zum 27. November teilte Custer das Regiment in vier Gruppen und ließ diese um das Lager ausschwärmen. Schneefall und Morgennebel begünstigte die Angreifer, die von den Indianern unbemerkt blieben. Bei Tagesanbruch gab der Hornist das Angriffssignal und unter den Klängen der Regimentskapelle, die den Marsch Garry Owen spielte, begannen die Kavalleristen ihren Angriff. Die meisten Indianer wurden im Schlaf überrascht, panisch und fast nackt versuchten sie zu flüchten. Die Krieger im Lager versuchten Widerstand zu leisten, bis die Frauen und Kinder geflüchtet waren, wurden aber alle getötet.
Vor dem Angriff hatte Custer den ausdrücklichen Befehl gegeben, Frauen und Kinder zu verschonen.
Gemäß Custers Bericht wurden bei dem Massaker 103 Krieger getötet, darunter auch Häuptling Black Kettle, 53 Frauen und Kinder gerieten in Gefangenschaft. Der Skalp von Black Kettle wurde von einem Scout der Osage erbeutet.
Die Zahl der Getöteten ist jedoch sehr umstritten. Erst am nächsten Tag besprach Custer sich mit seinen Offizieren, und jeder beschrieb die von ihm gesehenen toten Indianer. Aus diesen Beschreibungen wurde dann die Zahl der Toten errechnet. Direkt nach Gefecht wurde nicht gezählt, unter anderem auch deshalb, weil der Regimentsfeldwebel zusammen mit Major Elliot vermisst wurde.
Auch von den Indianern konnte keine genaue Zahl der im Kampf getöteten Personen ermittelt werden, da die Lager sich aus oft wechselnden Familienverbänden zusammensetzten.
Heute geht man von ungefähr 20 getöteten Kriegern und 30 bis 40 getöteten Frauen aus.
Nach der Einnahme des Dorfes musste Custer jedoch erkennen, dass die Indianer noch andere Lager in der Nähe hatten. Auf den umliegenden Bergen begannen sich zahlreiche Krieger zu versammeln, so dass ständig mit einem Gegenangriff zu rechnen war. Custer befahl daher die Plünderung des Dorfes und die Erschießung von mehreren hundert Ponys und Maultieren, die die Soldaten nicht mit sich führen konnten. Am Abend ordnete er schließlich den Rückmarsch des Regiments an.
Die Verluste des Kavallerieregiments beliefen sich auf 21 Mann, jedoch fiel nur ein Soldat beim eigentlichen Angriff auf das Dorf. Die anderen 20 Gefallenen gehörten zu einer Gruppe von Soldaten, die geführt von Major Elliot  beim Nachsetzen flüchtender Indianer auf eine Gruppe von Kriegern (Cheyenne, Arapaho und Kiowa) traf, die dem Dorf zu Hilfe kommen wollte, und von dieser vernichtet wurde. Custer, der vom Vorgehen des Majors wohl nicht unterrichtet war, ließ den Abzug aus dem Dorf beginnen, obwohl das Fehlen von Elliot und seinen Männern zu diesem Zeitpunkt aufgefallen war. Er hatte sein persönliches Ziel erreicht und wurde in Fort Supply von General Sheridan als großer Sieger empfangen.

## Reaktionen
Der Angriff auf das Indianerlager der Cheyenne am Washita River löste ab Dezember 1868 eine heftige Pressedebatte in den USA aus. Die Ausgabe des Leavenworth Evening Bulletin vom 9. Dezember berichtete, dass John B. Sanborn (Mitglied der Indianer-Friedens-Kommission), Samuel F. Tappan (Journalist und Vertreter der Rechte der Nordamerikanischen Indianer) und Nathaniel G. Taylor (Vorsitzender der Indianer-Friedens-Kommission) darin übereinstimmten,  die Schlacht mit den Indianern sei in Wirklichkeit ein Angriff auf friedliche Stämme gewesen, die sich auf dem Marsch in ihre neuen Reservate befanden. Die New York Tribune erwähnte am 14. Dezember, dass „Oberst Edward S. Wynkoop, Delegierter für die Cheyenne und Arapahos-Indianer, seinen Rücktritt eingereicht hat. Er betrachtet General Custers jüngstes Gefecht schlicht als Massaker und sagt, dass Häuptling Black Kettle und sein Stamm friedliche Indianer waren, die sich zum Zeitpunkt des Angriffs auf dem Weg zu ihrem Reservat befanden.“ Die New York Times veröffentlichte einen Brief, der beschrieb, dass Custer ein sadistisches Vergnügen daran hatte, die Indianerponies und die Hunde der Indianer abzuschlachten. Die Zeitung machte auch eine Anspielung auf die Tötung von unschuldigen Frauen und Kindern.
Der US-Kavallerie-Scout James S. Morrison schrieb dem Delegierten Oberst Wynkoop, dass doppelt so viele Frauen und Kinder wie Krieger während des Angriffs getötet wurden. Der mit den Indianern Handel treibende William Griffenstein (1829 als Wilhelm Greiffenstein im hessischen Groß-Gerau geboren) aus Fort Cobb teilte General Sheridan mit, dass das 7. US-Kavallerie-Regiment friedliche Indianer am Washita angegriffen habe. Als Replik warf Sheridan, der Vorgesetzte von Custer, Griffenstein vor, die Indianer mit Waffen und Munition beliefert zu haben, entzog ihm die Handelslizenz und drohte Griffenstein, er würde gehängt werden, sollte er die Reservation nicht unverzüglich verlassen.

## Der Angriff am Washita im Film
- Regisseur Arthur Penn stellt den Angriff auf das Cheyenne-Dorf in dem 1970 produzierten Film Little Big Man mit Dustin Hoffman in der Hauptrolle als Massaker dar.
- Im Spielfilm Last Samurai mit Tom Cruise als Captain Nathan Algren aus dem Jahre 2003 wird der Angriff am Washita ebenfalls als Massaker dargestellt. Die Erinnerungen an seine Schuld verfolgen Algren in seinen Albträumen.
- Im Film Ein Tag zum Kämpfen von 1967, in dem es um die Geschichte des aufstrebenden US-Offiziers George Armstrong Custer (Robert Shaw) geht, wird das Massaker anschaulich gezeigt. Custer handelt im Auftrag von General Sheridan und steht hier dem Massaker kritisch gegenüber.
- Der Film General Custers letzte Schlacht von 1991 stellt das Massaker sehr drastisch dar. Es wird erzählt sowohl aus der Perspektive von Custers Ehefrau als auch aus der Perspektive einer jungen Indianerin.